# 迪克斯 (伊利諾伊州)
迪克斯（英語：Dix）是位於美國伊利諾伊州傑佛遜縣的一個村落。

## 地理
迪克斯的座標為38°26′26″N 88°56′33″W / 38.44056°N 88.94250°W，而該地最高點為海拔高度174米（即571英尺）。

## 人口
根據2010年美國人口普查的數據，迪克斯的面積為5.44平方千米，當中陸地面積為5.42平方千米，而水域面積為0.02平方千米。當地共有人口461人，而人口密度為每平方千米84人。